# Dîner d'État français
Le dîner d’État français est un dîner officiel présidé par le président de la République française en présence d'un haut dignitaire étranger. Il s'agit d'une institution culturelle française, dont le protocole, assuré par le Service du protocole, a évolué depuis deux cents ans en en conservant certaines caractéristiques. Le dîner d’État français a une fonction de diplomatie gastronomique.

## Histoire

### De l'Ancien régime au régime de Vichy
A la fin de la Monarchie de Juillet et durant le Second Empire, le palais de l'Élysée achète pour la cuisine, qui a la charge de préparer les dîners d’État, des ustensiles en cuivre. Ils sont toujours utilisés en 2019. 
Les services de table, en porcelaine de la Manufacture nationale de Sèvres, sont achetés pour la plupart sous la Troisième République. Sous la présidence de Patrice de Mac Mahon, entre quinze et vingt plats sont servis sur une durée de trois heures.
Jusqu'à la Première Guerre mondiale, le menu du dîner d’État français compte entre treize et quatorze services de plats. Le nombre chute à six ou sept après la guerre.

### Quatrième République
Les dîners d’État de la Quatrième République sont marqués par une chute du nombre de plats servis aux dîners d’État, ainsi que par l'augmentation du nombre de spécialités régionales servies.
Michelle Auriol rend systématique la conservation des menus aux archives de l’Élysée afin d'éviter que les invités de marque ne mangent deux fois la même chose.

### Cinquième République
Charles de Gaulle décide de raccourcir la durée des dîners d’État, auparavant très longs, à une heure quarante. Il réduit le nombre de plats à cinq. Il réorganise la disposition des tables afin qu'elles forment un U, avec les chefs d’État à son sommet. La table en U pouvait accepter deux cents couverts. Au nom du principe de laïcité, il décide que la viande pourra être consommée le vendredi. Dès l'attentat du Petit-Clamart et jusqu'à l'élection de son successeur Georges Pompidou, les petits pois à la garniture Clamart ne sont plus servis.
Georges Pompidou, considérant la gastronomie française et l'art du dîner à la française comme un élément important de soft power, fait venir avec lui dans l'avion présidentiel les cuisiniers, la vaisselle et les mets de l’Élysée pour servir au dignitaire étranger, à l'ambassade de France du pays d'accueil, un repas digne du dîner d’État à la française.
Valéry Giscard d'Estaing organise plus de dîners d’État que ses prédécesseurs. En 1978, il reçoit le président des États-Unis Jimmy Carter avec un menu illustré par le peintre franco-russe Marc Chagall. Les fromages français disparaissent des menus.
François Mitterrand modifie la disposition des tables décidée par le président de Gaulle en disposant une multiplicité de tables rondes. Les desserts glacés français sont remplacés par des gâteaux traditionnels.
Sous Jacques Chirac, Bernadette Chirac gère le service du protocole dans les choix de repas. La table gaulliste en U est à nouveau à l'honneur. Le dîner d’État est objet de frictions diplomatiques en 1999. Le président iranien exige qu'on ne serve pas de vin au dîner d’État français, et que les femmes y soient interdites, ce qui entraîne l'annulation du dîner par les autorités françaises.
François Hollande réutilise la disposition mitterrandienne en tables rondes multiples, en y ajoutant une table d'honneur faisant dos au jardin de l'Élysée. Le dîner ne compte plus que quatre plats. La ministre chargée du Commerce extérieur Nicole Bricq est limogée après avoir qualifié de « dégueulasse » un dîner donné en l'honneur du président chinois. Pour la conservatrice Marie Lavandier, « le dîner d’État est un véritable rituel politique et diplomatique, démonstration républicaine où chaque objet, chaque détail révèlent une signification qui les dépasse largement. Il a évolué, au fil des ans, en un évènement de plus en plus contrôlé, où les patrimoines artistiques et culinaires de plusieurs siècles se combinent en une magistrale scénographie protocolaire ».

## Déroulement
Les dîners d’État français sont organisés dans le cadre de visites officiels de chefs d’État étrangers. La réception se déroule dans la salle des fêtes du palais de l'Élysée ou au Grand Trianon. Les assiettes sont fabriquées depuis l'Ancien Régime par la Manufacture nationale de Sèvres. Tout le couvert est frappé du blason « République française » et les verres sont en cristal de Baccarat.
La composition des invités aux dîners est décidée par le président de la République pour deux tiers, et pour le dignitaire étranger pour un tiers, en liaison avec les services du protocole. Sur les deux tiers invités par le président français, la moitié est constituée de représentants du monde politique, économique et industriel, et l'autre moitié par des personnalités des secteurs artistique, culturel, scientifique, universitaire et sportif.
Le dîner se déroule avec un accompagnement musical de l'orchestre de chambre de la Garde républicaine. Les airs de Mozart sont les plus joués. Les airs sont adaptés en fonction du pays d'origine du souverain invité. Le dîner ne dure pas plus d'une heure.
Les dîners d’État puisent dans la cave à vin du Château. Celle-ci dispose de plus de 15 000 bouteilles au début de la Cinquième République. Le chiffre baisse à 14 000 bouteilles environ en 2012, conservées dans un local de 60 mètres carrés à température constante. 1200 bouteilles de grands crus, dont les quantités n'étaient plus suffisantes pour assurer un dîner d’État, sont vendues sous la présidence de François Hollande en 2013.

## Tableau récapitulatif
| Président                | Dîners d’État | Durée du mandat (années) | Dîner d’État par an |
| ------------------------ | ------------- | ------------------------ | ------------------- |
| Charles de Gaulle        | 47            | 10                       | 4,7                 |
| Georges Pompidou         | 22            | 5                        | 4,4                 |
| Valéry Giscard d'Estaing | 48            | 7                        | 6,85                |
| François Mitterrand      | 37            | 14                       | 2,64                |
| Jacques Chirac           | 40            | 12                       | 3,33                |
| Nicolas Sarkozy          | 8             | 5                        | 1,6                 |
| François Hollande        | 18            | 5                        | 3,6                 |